# 현기영
현기영(玄基榮, 1941년 2월 11일~)은 대한민국의 소설가로, 일제강점기 전라남도 제주군 제주읍(지금의 대한민국 제주특별자치도 제주시)에서 출생했다.

## 생애
1941년 제주도 제주에서 출생해, 오현중학교(1956년 졸업), 오현고등학교(1959년 졸업)를 다니며 청소년기까지 제주도에서 보낸다. 이후 1968년 서울대학교 사범대학 영어교육학 및 영문과를 졸업하였다. 1975년 단편 《아버지》가 《동아일보》 신춘문예에 당선되어 등단하였고, 주요 작품으로 소설집 《순이삼촌》,《아스팔트》, 장편 《변방에 우짖는 새》,《난민 일기》,《귀환선》 등이 있다.
그는 제주도라는 지역의 향토적 세계를 중심으로 제주 4·3항쟁을 비롯해 민족의 수난기에 처한 역사적 삶의 내부를 치밀하게 탐색하고 한반도의 잊힌 현대사의 이면을 되살리고 조명하면서 깊은 감동을 주는 작품활동을 해왔다. 특히 제주 4·3항쟁사건을 바탕으로 쓴 책인 《순이삼촌》으로 인해 중앙정보부에 끌려가 모질게 고문까지 받기도 했고 책은 금서가 되어버리기도 했다.
1986년 제5회 신동엽창작기금을 수상하고, 1989년 장편 《바람 타는 섬》을 냈다. 1990년 만해문학상을 수상했고, 1994년에는 오영수문학상, 1999년에는 한국일보문학상을 수상했다.
친일인명사전편찬위원회 지도위원을 지내기도 했다.

## 주요 작품
- 1975 - 《아버지》
- 1978 - 《순이삼촌》
- 1979 - 《도령마루의 까마귀》, 《해룡 이야기》
- 1983 - 《변방에 우짖는 새》
- 1986 - 《아스팔트》
- 1989 - 《바람 타는 섬》
- 1991 - 《위기의 사내》
- 1994 - 《마지막 테우리》
- 1999 - 《지상에 숟가락 하나》: MBC 느낌표에서 권장도서로 선정돼, 베스트셀러가 되기도 했다. 이후 이 책은 2008년에 국방부에서 불온서적으로 지정해 논란이 일었다.
- 2009 - 《누란》

## 학력
- 서울대학교 영어교육학과 졸업
- 오현고등학교
- 오현중학교

## 경력
- 2003~2005 제11대 한국문학예술진흥원 원장
- 2001~2003 민족문학작가회의 이사장

## 수상내역
- 2013 제12회 아름다운 작가상
- 1999 제32회 한국일보 문학상
- 1994 제2회 오영수문학상
- 1990 제5회 만해문학상

## 방송
- 2018년 JTBC 《차이나는 클라스》

## 같이 보기
- 현길언